# 安德烈·拉加什
安德烈·拉加什（法語：André Lagache，1885年1月21日—1938年10月2日）是一名法國賽車手，他與勒內·倫納德一起在1923年贏得第一屆利曼24小時耐力賽。

## 職業生涯
拉加什和倫納德是汽車製造商Chenard et Walcker的工程師，他們被選中駕駛他們的「Sport」車型參加首屆利曼24小時耐力賽。兩人在24小時內行駛了2209公里（1373英里），以四圈的差距擊敗了另一輛Chenard-Walcker。在接下來的兩年裡，拉加什繼續為Chenard et Walcker參加利曼耐力賽，但未能再次完成比賽。
拉加什還在1924年首屆斯帕24小時耐力賽中駕駛Chenard-Walcker賽車，和安德烈·皮薩爾（André Pisart）一起獲得亞軍。1925年，他和倫納德一起重返賽場獲得冠軍，並在1926年和倫納德一起獲得季軍。
拉加什在1925年和1926年贏得Coupe Georges Boillot比賽冠軍。
拉加什是拖拉機製造商FAR的創始人之一。1938年，他在軍隊官員面前演示車輛時，在一次事故中喪生。

## 比賽紀錄

### 利曼24小時耐力賽完整成績
| 年份 | 車隊                | 共同駕駛人  | 車種                               | 場數 | 圈數 | 整體排名     | 場次排名     |
| ---- | ------------------- | ----------- | ---------------------------------- | ---- | ---- | ------------ | ------------ |
| 1923 | Chenard-Walcker車隊 | 勒內·倫納德 | Chenard-Walcker Type U3 15CV Sport | 3.0  | 128  | 冠軍         | 冠軍         |
| 1924 | Chenard-Walcker車隊 | 勒內·倫納德 | Chenard-Walcker Type U 22CV Sport  | 5.0  | 26   | DNF (Fire)   | DNF (Fire)   |
| 1925 | Chenard-Walcker車隊 | 勒內·倫納德 | Chenard-Walcker Type U 22CV Sport  | 5.0  | 90   | DNF (Engine) | DNF (Engine) |

## 外部連結
- 安德烈·拉加什 （页面存档备份，存于）在racingsportscars.com的簡介